# Џорџ Елиот
Мери Ен Еванс (енгл. Mary Ann Evans; Вилкшир, 22. новембар 1819 — Челси, Лондон, 22. децембар 1880), позната под псеудонимом Џорџ Елиот (енгл. George Eliot), била је енглеска књижевница. Писала је под мушким именом како би лакше изградила каријеру писца.

## Биографија
Рођена је 1819. године у Енглеској. Одрастала је у време када је индустријализација нагло мењала село. Са 17 година, када јој је мајка умрла, преселила се са оцем у Ковентри који ће јој послужити као инспирација за измишљени град Мидлмарч. Одгајана је у ревносној побожности. У Ковентрију се спријатељила са слободоумним интелектуалцима који су толико утицали на њу да је почела да преиспитује хришћанство и престала да иде у цркву, што је изазвало размирице са њеним оцем. Њено прво веће књижевно дело је тако заправо био превод, са немачког на енглески, књиге Das Leben Jesu kritisch bearbeitet односно Исусов живот, критички испитан, ког је написао Давид Страус, познаник Брајевих. Пошто је њен отац умро, најпре је неко време путовала док се није запослила као уредница у лево оријентисаном часопису Вестминистерска ревија. Ту се упознала са Хербертом Спенсером, а затим и са филозофом и критичарем Џорџом Хенријем Луисом који је у то време био ожењен иако је био растављен од своје жене, и њихова веза је због тога наишла на неодобравање. Луис је подржавао њене књижевне аспирације.
Године 1880, две године након његове смрти, Мери Ен се удала за 20 година млађег банкара Џона Кроса, који је прве ноћи меденог месеца у Венецији са терасе њиховог апартмана пао у канал. Сумња се да је иначе нестабилни Крос покушао самоубиство. Преживео је, а пар се вратио у Енглеску, где су се уселили у нову кућу у Челсију у Лондону. Мери Ен (сада Крос) је међутим оболела од инфекције грла што је, заједно са болешћу бубрега од које је патила више година, довело до њене смрти 22. децембра 1880. године у 61. години.

## Дело
Почела је да објављује под псеудонимом не само да би се пробила у књижевности која је у то време махом била мушки посао, већ и зато да би избегла утицај оних који су је осуђивали због неозваничене везе са Луисом. Псеудоним је сковала према Луисовом имену. Њене прве приче су се појавиле у Блеквуд магазину 1857. Објавила их је потом под насловом Сцене из свештеничког живота 1858. и инспирисане су њеним раним животом на селу. Уследио је роман Адам Бид 1859, који је описала као сеоску причу - пуну крављег даха и мириса сена пуну хумора и минуциозног реалистичког приповедања. Потом је објавила роман Воденица на Флоси 1860, а 1861. Сајлес Марнер. Објављивала је и поезију, мада је углавном позната као прозни писац, нарочито ван енглеског говорног подручја. Њена најпознатија песма је Ох могу ли да се невидљива приближим хору.. Роман Мидлмарч: студија провинцијског живота је објављиван у деловима, њих осам, од 1871 до 1872. Написала је и роман Данијел Деронда 1876. У њеном делу се осећа филозофки и религиозни утицај мислилаца које је преводила на енглески - Фојербаха и Спинозе, а затим и Огиста Конта Херберта Спенсера
Теме о којима је писала су музика, уметност, положај жене у друштву 19. века, питања морала. Иако се сматра реалистичким писцем у равни са Текеријем који је писао о вишим слојевима друштва као она о руралним, у свом делу је развила психолошку анализу ликова и у томе је претходница модерног романа. Упркос томе шти је била моралистички настројена - и поред тога што је њен "дивљи брак" био друштвено осуђиван - Елиот је имала хумористични поглед на свет и саосећање за разлику од циничног Текерија.

## Рецепција
Вирџинија Вулф је Мидлмарч назвала прекрасном књигом која је упркос својим недостацима један од ретких романа писаних за одрасле на енглеском језику. И савремени писци попут Џулијана Барнса и других деле то мишљење.

## Занимљивости
Џорџ Елиот је изумела реч поп која се односи на популарну музику. У писму из 1862. писала је пријатељу о концерту који јој се није допао зато што је имао превише попа.

## Изабрана библиографија

### Проза
- Сцене из свештеничког живота, 1858.
- Адам Бид, 1859.
- Воденица на Флоси, 1860.
- Сајлес Марнер, 1861.
- Ромола, 1863.
- Феликс Холт, радикал, 1866.
- Мидлмарч, 1871–72.
- Данијел Деронда, 1876.

### Поезија
- Агата, 1869.
- Брат и сестра, 1869.
- Арион, 1874.
- Мојсијева смрт, 1879.